# Nicolas de Grigny
Nicolas de Grigny (getauft am 8. September 1672 in Reims; † 30. November 1703 ebenda) war ein französischer Organist und Komponist.

## Leben
Nicolas de Grigny stammte aus einer Familie von Organisten. Er versah von 1693 bis 1695 das Organistenamt an der Abteikirche Saint-Denis bei Paris, wo er angeblich durch Nicolas Lebègue unterrichtet worden sein soll. Nach seiner Heirat im Jahre 1695 zog de Grigny wieder nach Reims, wo er bis an sein Lebensende als Organist wirkte. 

## Werk
Von seinen Werken hat sich vor allem das Livre d’orgue („Orgelbuch“) erhalten. Aus zwei Teilen bestehend, umfasst der erste eine Orgelmesse, der zweite fünf Hymnen, darunter das Veni, Creator Spiritus.
Hörbeispiel: Auszug aus dem Orgelbuchⓘ
Johann Gottfried Walther und vor allem Johann Sebastian Bach waren Bewunderer des jung verstorbenen de Grigny. Von beiden haben sich handgeschriebene Kopien seines Orgelbuches erhalten. 

## Diskografie (Auswahl)
- La Messe. Pierre Bardon an der Isnard-Orgel von Saint-Maximin-la-Sainte-Baume
- Hymnes. Pierre Bardon an der Isnard-Orgel von Saint-Maximin-la-Sainte-Baume
- Nicolas de Grigny: l’œuvre intégrale pour orgue (Sämtliche Orgelwerke). Marina Tchebourkina an der historischen Großen Orgel der Abteikirche von Saint-Michel-en-Thiérache und der Abteikirche von Sainte-Croix, Bordeaux. 2 CDs. Natives Éditions, 2015. (EAN 13: 3760075340148)